# 联合国国际货物销售合同公约
联合国国际货物销售合同公约（英語：United Nations Convention on Contracts for the International Sale of Goods - CISG），简称销售公约，或维也纳公约（英語：Vienna Convention），是1980年联合国制订的国际公约。公约订于奥地利维也纳，于1988年1月1日生效，保存人是联合国秘书长。公约为国际货物销售提供了一个具有普适性的规章制度，其主要贡献在于提高商业交易的可靠性、降低交易成本。

## 背景
各缔约国考虑到在平等互利基础上发展国际贸易是促进各国间友好关系的一个重要因素，认为采用照顾到不同社会、经济和法律制度的国际货物销售合同统一规则，将有助于减少国际贸易的法律障碍，促进国际贸易的发展。为此各缔约国制订本公约各条款。

## 内容
公约对合同订立、货物销售包括买卖双方的义务和风险转移做了具体规定。

### 适用范围
公约适用于营业地在不同国家的当事人之间所订立的货物销售合同；但不适用于如下：
1. 购供私人、家人或家庭使用的货物的销售；
2. 经由拍卖的销售；
3. 根据法律执行令状等的销售；
4. 公债、股票、投资证券、流通票据或货币的销售；
5. 船舶、船只、气垫船或飞机的销售；
6. 电力的销售。

公约第三到六条还对其他适用和不适用做了规定。